# Моди, Салифу
Салифу Моди (фр. Salifou Modi, араб. ساليفو مودي‎; род. 12 октября 1962, Зиндер) — дивизионный генерал нигерской армии, который с 2020 по 2023 год занимал должность начальника штаба вооружённых сил Нигера. 1 июня 2023 года был назначен послом в Объединённых Арабских Эмиратах.

## Карьера
Моди был членом Верховного совета по восстановлению демократии с 2010 по 2011 год, а затем стал военным атташе Нигера в Германии до 2020 года, когда он сменил генерала корпуса Ахмеда Мохамеда на посту начальника штаба. Его назначение произошло после смертоносного нападения экстремистов, в результате которого погибли 89 нигерских солдат.
После военного переворота в Нигере в 2023 году был назначен заместителем лидера Национального совета по охране родины. 10 августа был назначен министром обороны в кабинете премьер-министра Али Ламина Зейна.